# トビエイダマシ
トビエイダマシ（Myliobatis aquila）は、トビエイ科に分類するエイの一種。

## 解説
体はひし形で吻は丸い。背面は茶色で腹面は白色。上顎と下顎には7列の歯が並ぶ。
河口やラグーンに生息し、マデイラ諸島やモロッコなどの東大西洋や地中海全域に分布する。主に甲殻類や軟体動物を捕食する。大型種。大きさは６０ｃｍ～最大183㎝になる。
卵胎生。
地中海では漁獲されており、アドリア海では伝統的な食材となる。その為絶滅危惧種になる。